# Mack Gray
Mack Gray (* 11. Dezember 1905 in Brooklyn, New York als Max Greenburg; † 17. Januar 1981 in Beverly Hills, Kalifornien), genannt „Killer“, war ein US-amerikanischer Schauspieler. Mehrere Jahrzehnte lang war er persönlicher Assistent der Schauspieler George Raft und Dean Martin.

## Leben
Mack Gray wurde 1905 unter dem Namen Max Greenburg in Brooklyn geboren. Seine Eltern gehörten der dortigen jüdischen Gemeinde an. Sein jüngerer Bruder Joe (1912–1971) wurde später als Boxer, Stuntman und Schauspieler bekannt.
In den 1920er-Jahren arbeitete Gray zeitweise als Boxmanager. Seit 1932 war er Privatsekretär und engster Vertrauter George Rafts. Raft verschaffte Gray in Spielfilmen, in denen er selbst die Hauptrolle hatte, wiederholt kleinere Auftritte. Eine Quelle geht davon aus, dass Grays Spitzname „Killer“, den er von Carole Lombard erhalten hatte und den er zunehmend im privaten Leben kultivierte, darauf zurückzuführen ist, dass Gray in seinen Filmen vielfach Gangster, Rausschmeißer oder ähnliche „harte Burschen“ (tough guys) darstellte. Eine andere Quelle führt den Spitznamen dagegen auf das jiddische Wort killa für Leistenbruch zurück, an dem Gray in den 1930er-Jahren gelitten habe.
1952 übernahm der Sänger, Schauspieler und Entertainer Dean Martin, dessen Karriere zu dieser Zeit als Teil des Komiker-Duos Martin & Lewis einen ersten Höhepunkt erlebte, Gray in seine Dienste. Wie schon bei Raft, organisierte Gray in den folgenden drei Jahrzehnten Martins Alltag. Er wurde zu Martins Faktotum und bald auch zu seinem engsten Vertrauten und Freund.
Martin ermöglichte, ebenso wie zuvor Raft, Gray in den 1950er- und 1960er-Jahren einige Schauspielengagements in seinen Spielfilmen. Gray spiele Barmixer oder Partygäste. 1966 setzte Martin ihn bei der neu etablierten Dean Martin Show der NBC als „Musikalischen Koordinator“ ein. Seinen Bruder Joe beschäftigte Martin in den 1960er-Jahren regelmäßig als Lichtdouble.
Gray starb im Januar 1981, zwei Monate nach George Raft, nach kurzer schwerer Krankheit. Sein vier Jahre zuvor geborener Großneffe Jon Abrahams ist ebenfalls Schauspieler.

## Filmografie (Auswahl)
- 1929: Applaus (Applause)
- 1934: Bolero
- 1935: Goin’ to Town
- 1935: Der gläserne Schlüssel (The Glass Key)
- 1935: Polizeiauto 99 (Car 99)
- 1940: The House Across The Bay
- 1945: Diamond Horseshoe
- 1946: Nocturne
- 1948: Race Street
- 1949: Take Me Out To The Ballgame
- 1949: A Dangerous Profession
- 1949: Rotes Licht (Red Light)
- 1949: Spiel zu dritt (Take Me Out to the Ball Game)
- 1951: Rhubarb
- 1951: Love Nest
- 1957: Zehntausend Schlafzimmer (Ten Thousand Bedrooms)
- 1962: Die siegreichen Drei (Sergeants 3)
- 1963: Immer nur Deinetwegen (Who's Got the Action?)